# 贝什
贝什（法语、德语、卢森堡语：Bech）是卢森堡东部的一个市镇和小镇，属于埃希特纳赫县的一部分。 

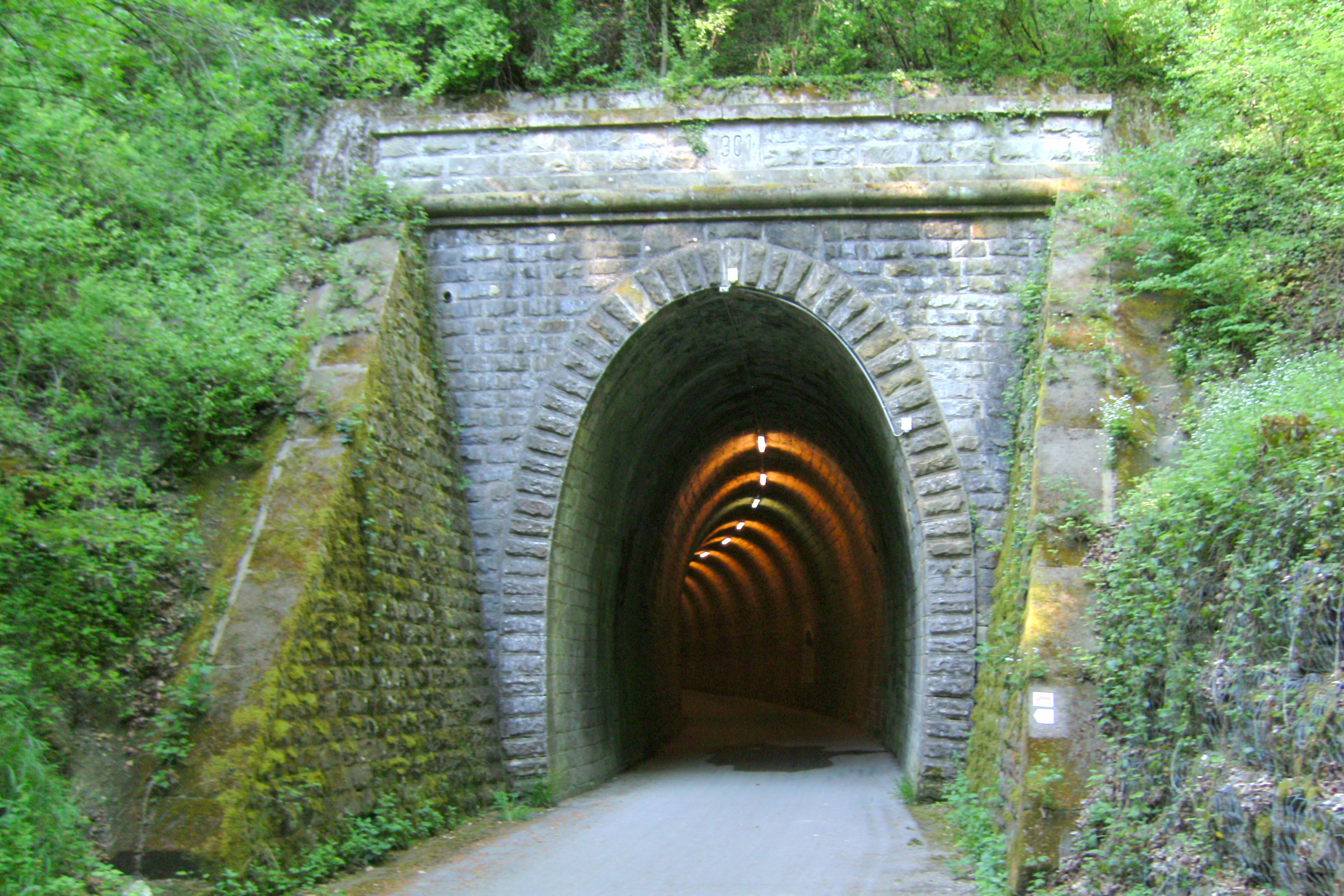
旧铁路隧道的西侧建于1901年，现已改建为自行车道